# Região Geográfica Imediata de Florianópolis
A Região Geográfica Imediata de Florianópolis é uma das 24 regiões imediatas do estado brasileiro de Santa Catarina, a única região imediata que compõe a Região Geográfica Intermediária de Florianópolis e uma das 509 regiões imediatas no Brasil, criadas pelo IBGE em 2017. É composta de 17 municípios.

## Municípios
A Região Imediata de Rio Branco é composta por 20 municípios
| Região imediata | Municípios | População Estimativa 2018 | Área (km²) |
| --------------- | --- | ------------------------- | ---------- |
| Florianópolis   | Águas Mornas Alfredo Wagner Angelina Anitápolis Antônio Carlos Biguaçu Florianópolis Garopaba Governador Celso Ramos Imbituba Palhoça Paulo Lopes Rancho Queimado Santo Amaro da Imperatriz São Bonifácio São José São Pedro de Alcântara | 1 292 069                 | 6 022,554  |